# Осадчего
Осадчего — солёное озеро или группа озёр в России, в Дагестане.
Расположено в восточной части Кумторкалинского района Дагестана, ближайшее село Алмало. Относится к Темиргойским озёрам. Имеет неустойчивый гидрологический режим. Площадь — 0,3 км². В зависимости от погодных факторов его площадь колеблется от 100 до 500 гектаров. Вода поступает по сбросному каналу из озера Алтаусское.
На озере отмечено обитание более 20 редких видов птиц.